# Kocioł (jezioro w gminie Zalewo)
Kocioł – jezioro w Polsce położone na Pojezierzu Dzierzgońsko-Morąskim, w województwie warmińsko-mazurskim, w powiecie iławskim, w gminie Zalewo.
Jest położone na terenie obwodu geodezyjnego wsi Urowo, na północny wschód od wsi i na wschód od wsi Karnit.
Jezioro położone na wysokości 98 m n.p.m., o powierzchni 79,9 ha. Na jeziorze (w części południowej) znajdują się trzy wyspy o łącznej powierzchni 0,5 ha. Głębokość maksymalna jeziora wynosi 8,8 m, średnia 0 4,7 m. Długość linii brzegowej - 3700. Do jeziora Kocioł wpadają trzy małe strumienie, a w części południowej wypływa struga, niosąca wody do jeziora Gil Wielki.
Na wschodnim brzegu jeziora znajduje się wieś Karnity, zabudowania tuż przy jeziorze, nosiły nazwę Karnitki, dawny PGR, obecnie ośrodek wypoczynkowy i hotel, zachodnie brzegi są wysokie. Otoczenie jeziora stanowią lasy mieszane.